# 南斯拉夫改革力量联盟
南斯拉夫改革力量联盟（羅馬化：Savez reformskih snaga Jugoslavije，缩写为或SRSJ）是南斯拉夫社会主义联邦共和国的一个自由主义政党。该党成立于1990年7月，由时任联邦执行委员会主席安特·马尔科维奇领导的原南斯拉夫共产主义者联盟中左翼派系建立。该党反对南斯拉夫解体，但没有成功。1991年，该党瓦解，它在各加盟共和国和自治省的分支成为后来南斯拉夫各国自由主义政党的建立基础。